# Culture de Pantalica
Subdivisions
Pantalica I (1270 - 1050 av. J.-C.)
Pantalica II (1050 - 850 av. J.-C.)
Pantalica III (850 - 730 av. J.-C.)
Pantalica IV (730 - 650 av. J.-C.)

La culture de Pantalica est une culture archéologique de l'Âge du bronze récent et du début de l'Âge du fer en Sicile. Elle tire son nom de la nécropole de Pantalica, à partir de laquelle cette culture s'est répandue.

## Habitat
La culture sicule de Pantalica s'est répandue dans différentes parties de la Sicile orientale, avec une prédilection pour les sites situés sur des positions stratégiques, comme un point élevé permettant de contrôler les différentes sources de subsistance telles que les pâturages, les bois et les cultures. Cette caractéristique de l'habitat est représentée par les centres de Dessueri (Mazzarino CL), de la montagne de Caltagirone et de Sabucina (Caltanissetta).
Les cabanes avaient un toit de chaume et leur plan était ovale, circulaire (Sabucina) ou rectangulaire, construit avec des murs de pierre, où étaient insérés les poteaux qui soutenaient la charpente du toit (Lipari, Morgantina et Metapiccola di Lentini).

## Chronologie
La culture de Pantalica remplace la culture de Thapsos, présente principalement dans les établissements côtiers. Elle a été subdivisée en quatre périodes, fondées sur le style des productions artisanales.
| Nom           | Epoque                                  | Sites | Production | Tombes |
| ------------- | --------------------------------------- | --- | --- | --- |
| Pantalica I   | Bronze récent 1270 - 1050 av. J.-C.     | Nécropole nord et nord-ouest de Pantalica, partie de la nécropole sud de Pantalica, nécropole de Montagna de Caltagirone, Dessueri et les cabanes de Sabucina, Rivettazzo (Sortino) et autres sites mineurs. | Céramique rouge brillante créée sur un tour avec un pied haut, des fibules de cordes d'archet ou de violon, des références à l'art mycénien telles que des miroirs circulaires, des petits couteaux dont le manche est moulé avec la lame, des épées et des rasoirs. Les décorations sont par paires de lignes gravées. Ce faciès peut être défini comme l'évolution de celui de Thapsos. L'influence mycénienne est forte dans la poterie, l’outillage et l’architecture des palais, alors qu'il n'y a plus d'exportations achéennes. | Tombes à cellules elliptiques, toit voûté. Tombes rectangulaires à dromos avec plusieurs pièces.                    |
| Pantalica II  | Bronze final 1050 - 850 av. J.-C.       | Nécropole de Cassibile et environs (Ddieri de la réserve naturelle Cavagrande del Cassibile et Grotta dei Briganti), Metapiccola (Lentini), Dessueri, Madonna del Piano, Ortigia et Thapsos.                 | Céramique à décor de plumes, fibules avec coude ou arcade oculaire. Des transformations, peut-être dues à la pénétration de nouveaux groupes ethniques, notamment les Phéniciens via leurs comptoirs. | |
| Pantalica III | Premier âge du fer, 850 - 730 av. J.-C. | Filiporto, Necropole de la Cavetta, Noto Antica, Avola Antica, Villasmundo, Raguse Ibla, Colle San Mauro, Monte Finocchito.                                                                                  | La poterie à plateau disparaît. Il reste le décor à plumes, associé aux rainures faites sur le tour de potier. Cela traduit des échanges avec la Grèce, par l’importation et l’imitation de vases géométriques retrouvés dans les tombes de Pantalica à partir de la fin du IXe siècle av. J.-C. | Les tombes sont toujours des tombes troglodytes, mais avec une seule sépulture.                                     |
| Pantalica IV  | Âge du fer, 730 - 650 av. J.-C.         | Mont Finnocchito | La présence grecque en Sicile fait évoluer la culture indigène. Elle disparaît avec la soumission de l'île par les Grecs, et notamment après la défaite de Doukétios. | Les tombes sont carrées avec un toit plat, des inhumations uniques et la présence d'un gradin pour reposer la tête. |

## Tombes
Les tombes sont à hypogée avec un plan circulaire puis quadrangulaire. Le plafond, d'abord curviligne, devient rectiligne, suivant probablement le schéma évolutif des habitations. Les tombes sont souvent destinées à plusieurs individus, peut-être avec plusieurs chambres identifiant une famille ou un rang. À l'Âge du bronze final, les tombes sont devenues des cellules à un seul carré et à toit plat, et elles abritaient des couples familiaux tels que mari et femme ou enfants. Un gradin sur lequel reposaient les têtes des corps est apparu.
Dans les sites de la péninsule italienne, la typologie est différente, avec des tombes non hypogées et principalement individuelles. Celles-ci contiennent une urne avec une position recroquevillée, déposée dans une fosse recouverte de pierres.

## Céramique
Les artisans produisaient des vases pour divers usages. La période Pantalica I est liée à la poterie monochrome rouge avec des lignes verticales et un pied haut. Une nouveauté est l'introduction de la poterie faite au tour. 
La période Pantalica II a totalement changé l'esthétique ; le rouge a disparu et le bichrome plumeux est apparu. Les formes des vases ont également changé, même si le pied haut est souvent resté. On constate une influence phénicienne dans le style. 
Dans la période Pantalica III, le plateau disparaît et le style se rapproche de celui d'Ausonio. 
La dernière période, Pantalica IV, montre des signes de contact avec la Grèce. Les céramiques montrent cette influence avec des compositions originales. Le décor gravé comprend des motifs géométriques constitués de groupes de lignes, de triangles à hachures internes et de triangles inscrits. Un décor peint en rouge ou en marron apparaît, qui rappelle les motifs géométriques ou les rainures des triangles.

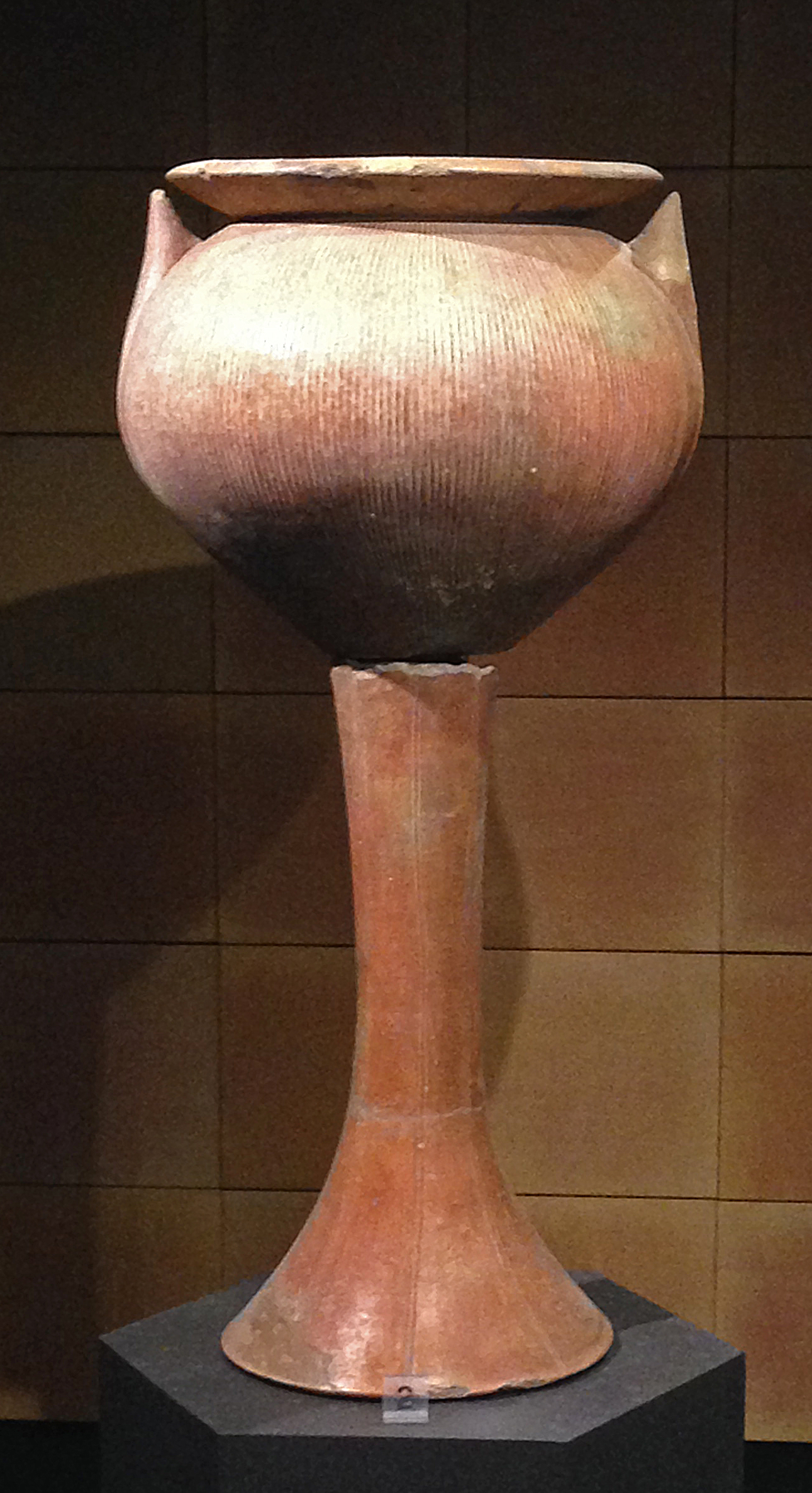
Olla globulaire à pied haut, Pantalica I
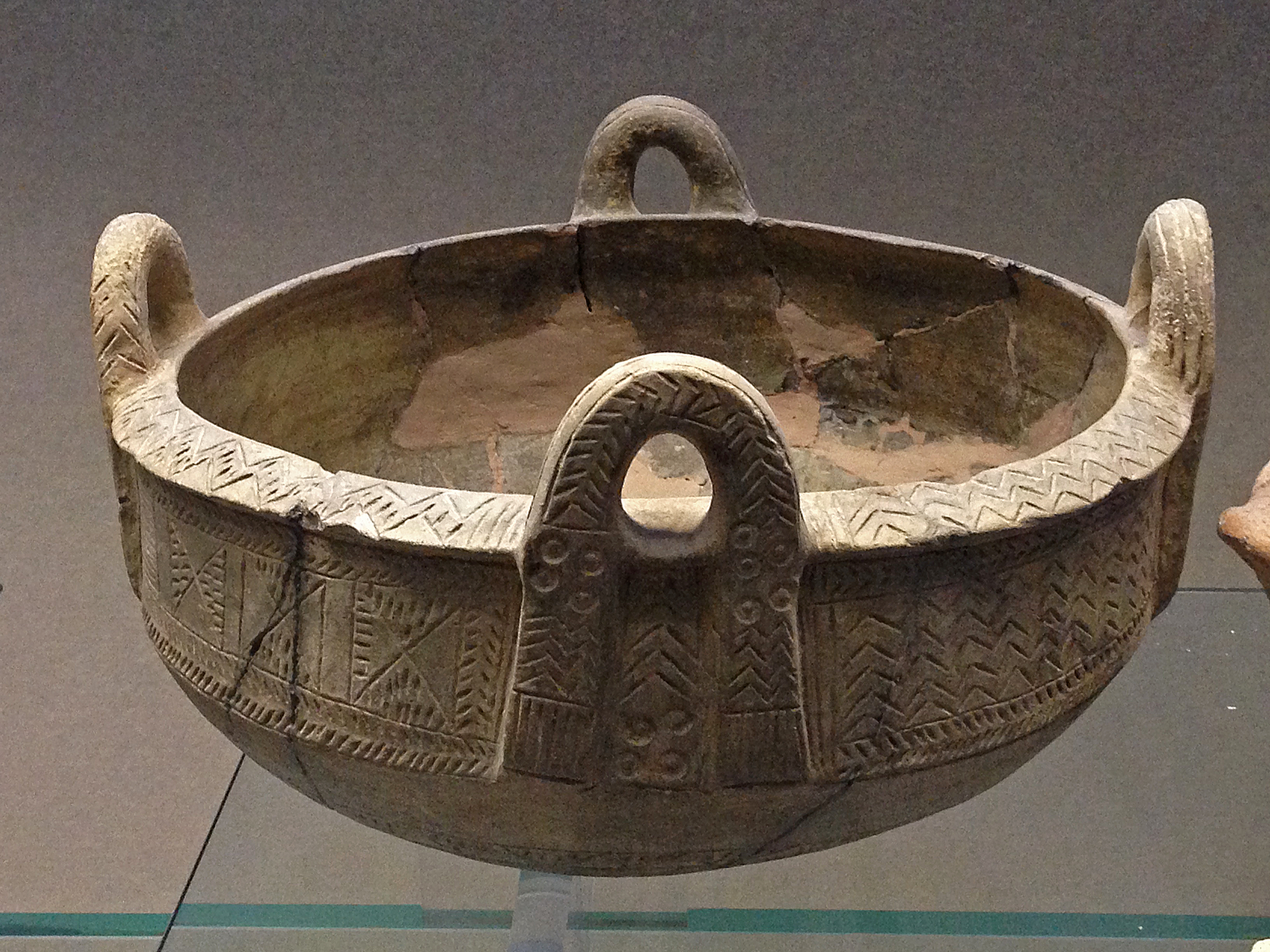
Gros bol à quatre anses
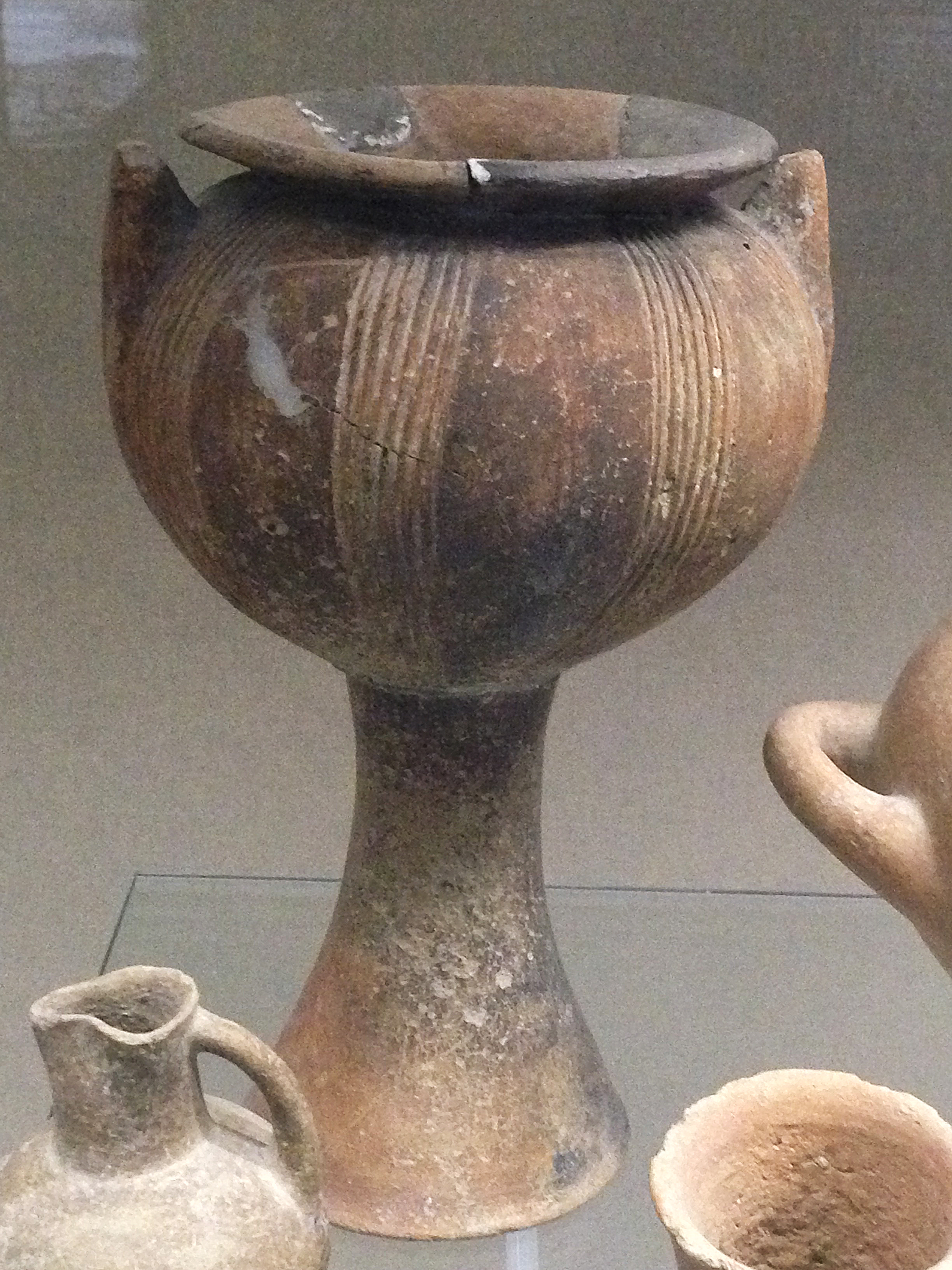
Vase de la période Pantalica III
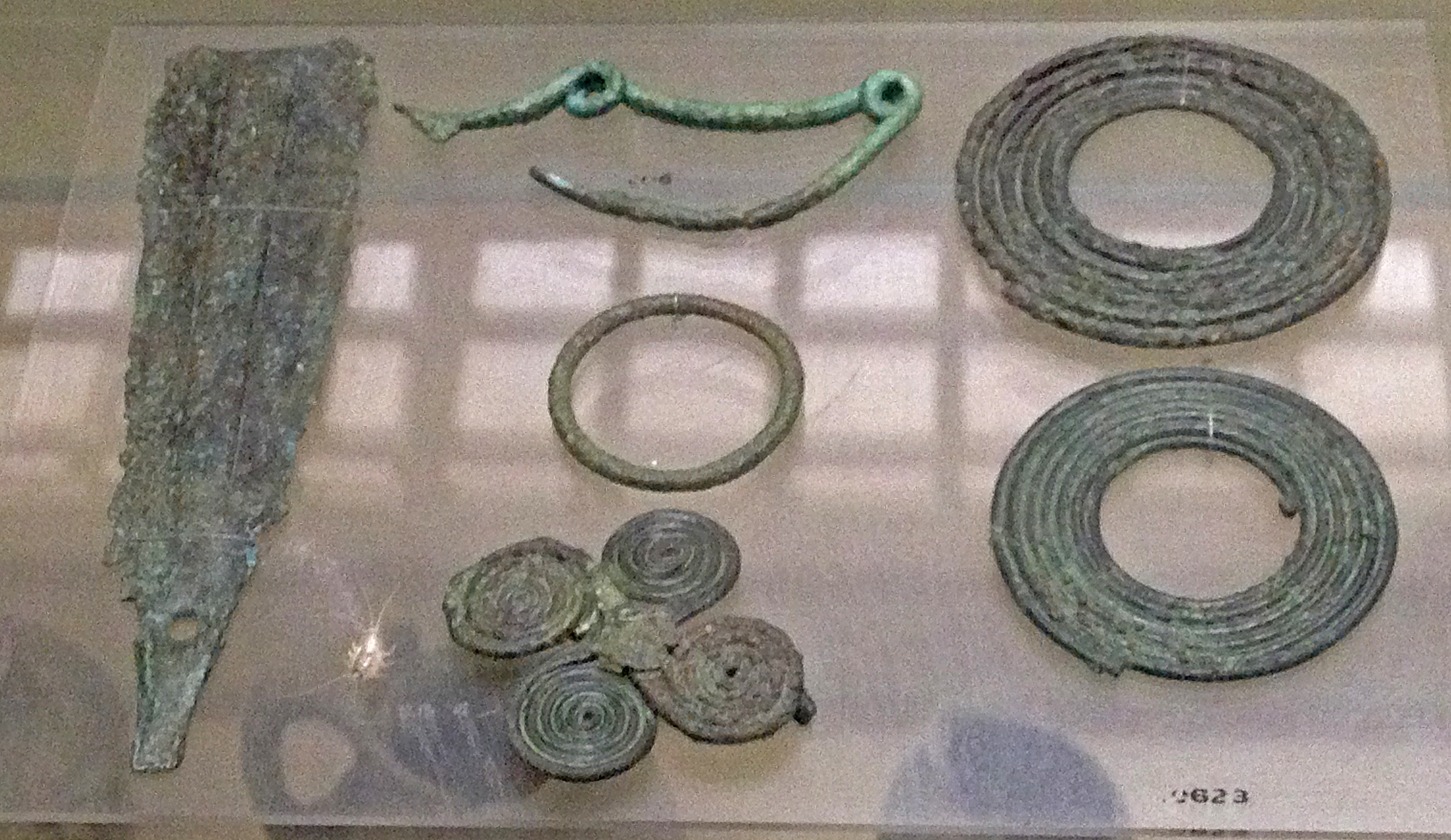
Trousseau funéraire

## Objets du quotidien
Dans le style Pantalica I, de nombreux objets de la vie quotidienne ont été développés, comme les fibules (absentes de Thapsos), développées avec des formes de cordes d'archet ou de violon. L'utilisation du bronze augmente avec la production de couteaux, de miroirs et d'armes. 
Dans le style Pantalica II, les fibules prennent des formes arrondies avec un arc recourbé aux coudes et parfois avec la présence d'un œil circulaire. 
Le style Pantalica IV montre des influences grecques évidentes avec des fibules couvertes d'ambre et d'ivoire, affichant une richesse jamais vue auparavant.